# Mitzi Gaynor
Mitzi Gaynor (nacida como Francesca Marlene de Czanyi von Gerber; Chicago, 4 de septiembre de 1931-Los Ángeles, 17 de octubre de 2024) fue una actriz, cantante y bailarina estadounidense. Al momento de su fallecimiento se encontraba entre las últimas divas legendarias sobrevivientes de la Época de Oro de Hollywood.

## Biografía y carrera
Gaynor fue hija de Pauline Fisher, de profesión bailarina, y de Henry von Gerber, violinista, chelista y director musical. Su familia se mudó a Detroit y, cuando tenía once años, a Hollywood. Siendo niña comenzó a practicar danza y pronto se convirtió en bailarina de teatro. A los 13 años estaba cantando y bailando con la compañía de Los Angeles Civic Light Opera. Ella mintió sobre su dirección para poder estudiar en la escuela Escuela Preparatoria Hollywood.[cita requerida]
A los 17 años firmó un contrato de siete años con Twentieth Century-Fox. Un ejecutivo de la empresa le cambió el nombre de Marlene Gerber por Mitzi Gaynor. Papeles notables incluyeron There's no business like show business (Luces de candilejas, 1954), que contó con música de Irving Berlin y también protagonizaron Ethel Merman, Dan Dailey, Marilyn Monroe, Donald O’Connor y Ray Johnnie.
El 18 de noviembre de 1954 se casó con Jack Bean, un agente de talento y ejecutivo de relaciones públicas para la MCA en San Francisco, California. Gaynor acababa de ser liberada de su contrato con la Twentieth Century-Fox (antes del inicio de Luces de candilejas) con cuatro años restantes en su contrato y decidirá con el tiempo libre para casarse. No tuvieron hijos. Después de su matrimonio, Bean abandonó la MCA y comenzó su propio negocio de bienes raíces y administró la carrera de Gaynor.
También apareció en Les girls (1957, dirigida por George Cukor) con Gene Kelly y Kay Kendall, y el remake de Entre rivales todo vale (Anything Goes, 1956), coprotagonizada por Bing Crosby, Donald O’Connor y Jeanmaire Zizi, vagamente basada en la musical de Cole Porter, P.  G. Wodehouse y Bolton Guy. Su mayor fama internacional vino de su papel protagónico como Algérez Nellie Forbush en la versión cinematográfica de Al sur del Pacífico (South Pacific, 1958, Rodgers y Hammerstein). Por su actuación, fue nominada a un Globo de Oro como mejor actriz. A principios de 1960 hizo su última película.
Una de sus últimas películas fue la producción británica Surprise Package (1960), un thriller comedia musical dirigido por Stanley Donen, que contaba entre sus protagonistas a Yul Brynner y Noël Coward y con un tema musical de Jimmy Van Heusen y Sammy Cahn.
Después de su trabajo en el cine, Gaynor seguía siendo una favorita del público. A menudo interpretó canciones en las ceremonias de premios de la Academia. En la transmisión por televisión de la entrega de los Óscar de 1967, cantó Georgy Girl, tema principal de la película del mismo nombre y que más tarde añadió a su repertorio de conciertos. A lo largo de los años sesenta y setenta actuó en nueve aclamados programas especiales de televisión que obtuvieron 16 nominaciones al Emmy.
Como nota histórica interesante, apareció entre dos sesiones de un recital de The Beatles cuando la banda hizo su segunda presentación en El Show de Ed Sullivan el 16 de febrero de 1964.
Durante varias décadas, Gaynor apareció regularmente en Las Vegas y en clubes nocturnos en los Estados Unidos y Canadá.

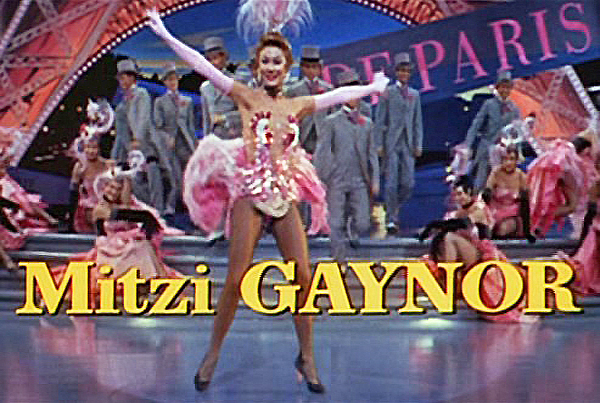
Mitzi Gaynor en el tráiler de la película Luces de candilejas (There’s no business like show business) (1954).

Durante los años noventa, Gaynor se convirtió en una destacada columnista para la influyente revista The Hollywood Reporter. Era muy apreciada tanto por los medios de comunicación locales como por el público, muchas veces haciendo apariciones en la televisión local para las entrevistas.
El 4 de diciembre de 2006, Jack Bean, su esposo y también su productor y mánager personal, falleció de neumonía en la casa que la pareja compartía en Beverly Hills tras 52 años de matrimonio.
El 30 de julio de 2008, Gaynor ―junto con Kenny Ortega, Elizabeth Berkley, Shirley MacLaine y miembros del elenco de High School Musical, So you think you can dance, Bailando con las estrellas y muchos más― participó en TV Moves Live, de la Academia de Artes y Ciencias de la Televisión, una celebración por los 60 años de baile en la televisión. Gaynor apareció realizando los últimos compases de «Pobre papá», un número de canto y danza del Mitzi's 2nd Special, un programa de televisión de 1969. Cuatro meses después, el 18 de noviembre de 2008, City Lights Pictures lanzó Mitzi Gaynor Razzle Dazzle: Los años especiales, un nuevo documental celebrando los programas televisivos especiales anuales de Gaynor de los años sesenta y setenta. La película, que fue transmitida por la televisión pública y lanzada en DVD, incluye entrevistas grabadas recientemente con colegas, amigos y admiradores de Gaynor, como Bob Mackie, Carl Reiner, Kristin Chenoweth, Rex Reed, Charmoli Tony, Ruff Alton, Doney Randy y Kelli O'Hara.

## Filmografía

### Películas
| Año  | Título                                 |
| ---- | -------------------------------------- |
| 1950 | My Blue Heaven                         |
| 1951 | Take Care of My Little Girl            |
| 1951 | Golden Girl                            |
| 1952 | We're Not Married!                     |
| 1952 | Bloodhounds of Broadway                |
| 1953 | The I Don't Care Girl                  |
| 1953 | Down Among the Sheltering Palms        |
| 1954 | Three Young Texans                     |
| 1954 | There's No Business Like Show Business |
| 1956 | The Birds and the Bees                 |
| 1956 | Anything Goes                          |
| 1957 | The Joker Is Wild                      |
| 1957 | Les girls                              |
| 1958 | South Pacific                          |
| 1959 | Happy Anniversary                      |
| 1960 | Surprise Package                       |
| 1963 | For Love or Money                      |

### Televisión
- 1967: The Kraft Music Hall:The Mitzi Gaynor Christmas Show (NBC).
- 1968: Mitzi (NBC).
- 1969: Mitzi's 2nd Special (NBC).
- 1973: Mitzi: The First Time (CBS).
- 1974: Mitzi: A Tribute to the American Housewife (CBS).
- 1975: Mitzi...and a Hundred Guys (CBS).
- 1976: Mitzi...Roarin' In the 20's (CBS).
- 1977: Mitzi...Zings Into Spring (CBS).
- 1978: Mitzi...What's Hot, What's Not (CBS).
- 2008: Mitzi Gaynor: Razzle Dazzle! The Special Years (PBS).